# Svartgöl (Anderstorps socken, Småland)
Svartgöl är en sjö i Gislaveds kommun i Småland och ingår i Nissans huvudavrinningsområde.